# ТЕС Мекка
21°28′23″ пн. ш. 39°47′58″ сх. д. / 21.47306° пн. ш. 39.79944° сх. д.
ТЕС Мекка — теплова електростанція на заході Саудівської Аравії.
Електростанція наразі нараховує три черги, які всі використовують газові турбіни, встановлені на роботу у відкритому циклі:
- в 1975, 1976 та 1977 роках ввели в дію три турбіни черги А – одну потужністю 18 МВт та дві з показниками по 22 МВт;
- у 1978 – 1979 роках додали чотири турбіни черги В потужністю по 40,3 МВт;
- з 1980 по 1984 роки стали до ладу одинадцять турбін черги С – п’ять потужністю 46,3 МВт та шість з показниками по 53,2 МВт.
Таким чином, загальна потужність потужність ТЕС досягнула 774 МВт.
Всі черги станції наразі використовують нафтопродукти.